# Piscidia ekmanii
Piscidia ekmanii är en ärtväxtart som beskrevs av Velva Elaine Rudd. Piscidia ekmanii ingår i släktet Piscidia och familjen ärtväxter. Inga underarter finns listade i Catalogue of Life.